# 탈린 대학교
탈린 대학교(에스토니아어: Tallinna Ülikool, TLÜ, 영어: Tallinn University, TLU)는 에스토니아에 있는 공립 연구 대학이다. 에스토니아의 수도 탈린의 중심에 위치한 탈린 대학교는 에스토니아에서 가장 큰 3개의 고등 교육 기관 중 하나이다. QS 세계 대학과 타임스 고등교육 순위는 모두 세계 상위 1000개 대학 중 하나이다.

## 역사
탈린 대학교의 전신인 탈린 교사 세미나는 1919년에 설립되었다. 탈린 대학교는 2005년 3월 18일 탈린에 있는 여러 대학과 연구 기관들의 합병의 결과로 설립되었으며, 에스토니아 학술 도서관 (1946년), 발트 영화 미디어 학교 (1992년/97년), 에스토니아 인문 연구소 (1988년), 역사 연구소 (1946년)와 탈린 교육 대학(1919년/52년/92년). 2015년에 탈린 대학교는 20개 이상의 구조 단위(설립으로 이어진 수많은 합병의 유산)가 기금을 최적화하고 연구와 교육의 단위 간 중복을 제거하기 위해 6개 학교로 재편되는 구조 개혁을 겪었다.

## 학구
2019년 기준으로 약 7,000명의 학생들이 탈린 대학교에 등록되어 있다. 탈린 대학교는 에스토니아에서 세 번째로 큰 고등 교육 기관이다. 학위를 받은 학생들 중 11%가 국제적이었다. 이 대학에는 968명의 직원이 있으며, 이 중 502명이 교직원이다. 교수진의 13%가 국제적이다.
탈린 대학교의 교육 및 연구는 교육 혁신, 디지털 및 미디어 문화, 문화 역량, 건강하고 지속 가능한 생활 방식 및 사회, 개방형 거버넌스의 5가지 핵심 학제 간 분야에 초점을 맞추고 있다. 각 분야는 대학, 교육과학대학원, 발트 영화, 미디어, 예술 및 커뮤니케이션 학교, 인문학대학원, 자연과학 및 보건대학원, 관리학과, 법률 및 사회대학원으로 대표된다. 디지털 기술 학교는 모든 분야에 기여하는 여섯 번째 학교이다.
탈린 대학교의 발트 영화, 미디어, 예술, 커뮤니케이션 학교는 북유럽에서 유일하게 영어로 영화, 텔레비전, 시청각 제작을 가르치는 학교이며, 이 지역에서 가장 큰 영화 학교 중 하나이다. 이 학교의 학생회는 전 세계 40개국 이상을 대표한다.
탈린 대학교는 국제 연구 프로젝트에 적극적으로 참여한다. 콰카렐리 시몬즈는 연구 성과를 "매우 높음"으로 분류하고 있으며, 타임스 고등교육 랭킹의 2021년판에서 연구 계수는 발트 3국 중 4번째로 높다.
탈린 대학교는 QS 세계 대학 순위에서 2019년, 2020년, 2021년 세계 대학 순위에서 세계 상위 1000위 안에 들었다. 2016년 콰카렐리 시몬즈가 발표한 EECA 순위에서 탈린 대학교는 71위를 차지하여, 2016년 판의 87위에서 상승했다. 탈린 대학교는 QS 세계 대학 순위에서 사회학 분야에서 201~250위권에 들어 발트 3국 중 가장 우수한 대학으로 선정되었다. 탈린 대학교는 교육 분야에서 301~400명, 사회과학 분야에서 401-500명, 예술 및 인문학 분야에서 401~500명으로 평가되었다.

## 캠퍼스

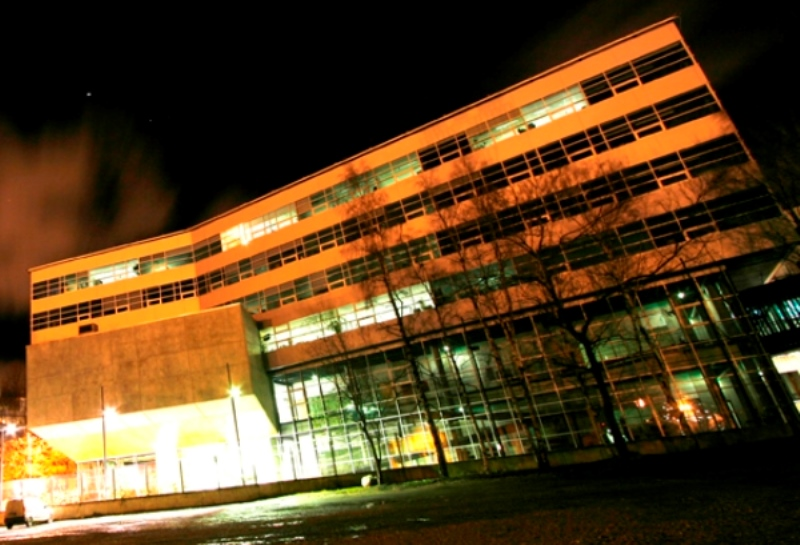
마레 건축물

탈린 대학교의 주요 캠퍼스 건물들은 라틴어 이름을 가지고 있다.
테라(라틴어: 지구)는 탈린 대학교 캠퍼스의 주요 건물이자 가장 오래된 건물이다. 그것은 1938년에 탈린 영어 대학을 위해 지어졌다. 그 건물은 유산 보호를 받고 있다. 그것은 건축가 알라르 코틀리와 에리카 노바에 의해 디자인되었다.
노바(라틴어: 새것)에는 발트 영화 미디어 스쿨이 있다. 개인 및 그룹 작업실, 강의실, 영화 스튜디오, 텔레비전 스튜디오, 사운드 스튜디오, 영화관, 컴퓨터 교실, 편집실 등이 있다. 이 건물은 2012년에 완공되었으며 건축가 칼리 루익, 마르자 카스, 랄프 로케에 의해 설계되었다.
마레(라틴어: 바다)는 건물에 침투하는 빛의 양을 최적화하도록 설계되었다. 마티아스 아가부스, 에로 엔드야르브, 라울 야르그, 프리트 펜트, 일리마르 트루베리크가 2006년에 건축을 마쳤다.
아스트라(라틴어: 별)는 그 대학의 가장 최근 건물이다. 이 건물에는 실험실이 있다. 이 건물은 이그나르 프주크에 의해 설계되었고 2012년에 완공되었다.
실바(라틴어: 숲)는 1982년에 완공되었으며 소련 건축의 전형적인 예이다. 그것은 건축가 에스터 리베르그에 의해 디자인되었다.
비타(라틴어: 인생)는 2020년에 지어졌으며 현재 BFM, 자연과학 및 보건대학원 및 대학 스포츠 팀이 입주해 있다. 이 건물은 마르자 카스, 랄프 로켄, 카이사 시몬, 펠레스텐 비부르그에 의해 설계되었다.